# AVG PC TuneUp
AVG PC TuneUp (в прошлом TuneUp Utilities) — это платный набор утилит, который предоставляет пользователям большой набор всевозможных инструментов для настройки и оптимизации операционной системы Windows.

## История
Разработка TuneUp началась в 1996 году Тибором Шиманом и Кристофом Лауманном. 
В 1997 они основывали компанию TuneUp Software GmbH, которая приступила к продажам TuneUp 97 в Германии, а со следующего года – в Австрии и Швейцарии.
В 2002 году главный офис TuneUp Software GmbH переносится в Дармштадт, а TuneUp изменяет своё название на TuneUp Utilities.
В 2003 году в дополнение к немецкому языку в TuneUp Utilities 2004 добавляется поддержка английского и французского языков. В 2005 году в TuneUp Utilities 2006 добавляется ещё один поддерживаемый язык – голландский.
В 2006 году программа начинает продаваться на испанском розничном рынке, на следующий год – в Великобритании и Франции. Для управления растущими продажами в 2007 году образовывается новая компания TuneUp Distribution GmbH. В 2009 году продажи TuneUp Utilities начинаются в Италии, Польше и ЮАР, 2010 – в Канаде, Австралии, Бельгии, Люксембурге, Южной Америке, Португалии и США.
В 2010 году основывается компания TuneUp Corporation с главным офисом в Майами, и TuneUp Utilities, получившая в этом году локализацию уже на тринадцати языках (в том числе и русском), начинает экспансию на глобальный рынок.
В 2011 году AVG Technologies приобретает TuneUp Corporation и продолжает развитие TuneUp Utilities, постепенно, рынок за рынком заменяя название продукта на AVG PC TuneUp.

## Версии
| Операционная система                           | Первая версия TuneUp | Последняя версия TuneUp |             |
| ---------------------------------------------- | -------------------- | ----------------------- | ----------- |
| Windows 95                                     | 97                   | 2003                    | [ 2 ]       |
| Windows 98                                     | 97                   | 2007                    | [ 3 ]       |
| Windows Me                                     | 2003                 | 2007                    | [ 3 ]       |
| Windows 2000                                   | 2003                 | 2008                    | [ 4 ]       |
| Windows XP с Service Pack 1 или более ранняяA  | 2003                 | 2008                    | [ 4 ]       |
| Windows XP с Service Pack 2 или более поздняяA | 2009                 | 2015                    | [ 5 ] [ 6 ] |
| Windows XP Professional x64 Edition            | 2006                 | 2015                    | [ 5 ] [ 6 ] |
| Windows Vista                                  | 2007                 | 2015                    | [ 5 ] [ 6 ] |
| Windows 7                                      | 2010                 | 2015                    | [ 5 ] [ 6 ] |
| Windows 8                                      | 2013                 | 2015                    | [ 6 ]       |
| Windows 8.1                                    | 2015                 | 2015                    | [ 7 ]       |
| Windows 10                                     | 2016                 | 2016                    |             |

TuneUp 97
TuneUp Utilities 2003
TuneUp Utilities 2004
TuneUp Utilities 2006
TuneUp Utilities 2007
TuneUp Utilities 2008
TuneUp Utilities 2009
TuneUp Utilities 2010
TuneUp Utilities 2011
TuneUp Utilities 2012
TuneUp Utilities 2013
TuneUp Utilities 2014 (для части рынков AVG PC TuneUp 2014)
AVG PC TuneUp 2015
AVG PC TuneUp 2016